# Konkórdiya Samóilova

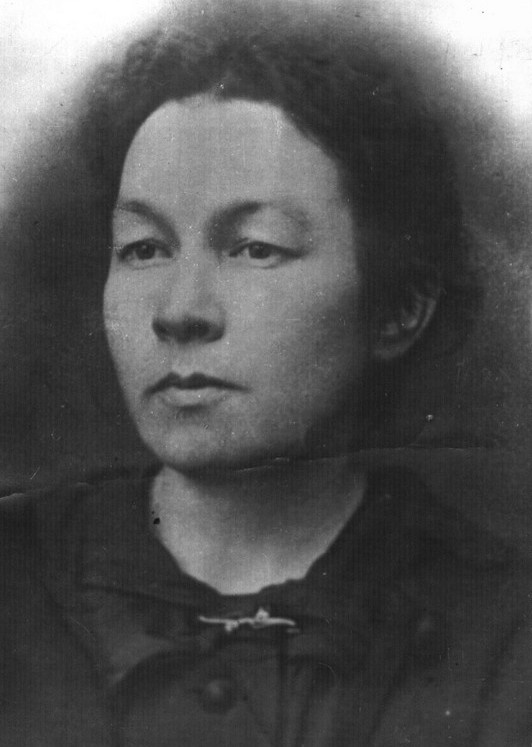
Konkórdiya Samóilova

Konkórdiya Nikoláievna Samóilova (Конко́рдия Никола́евна Само́йлова; apellido de soltera Grómova, Грóмова) (Irkutsk, 1876 - Astracán, 2 de junio de 1921) fue una bolchevique y editora fundadora del periódico ruso Pravda en 1912. Fue una activista y revolucionaria por los derechos de las mujeres trabajadoras antes de la Revolución Rusa y dedicó su vida a la causa del proletariado femenino. Debido a su fuerte identificación con el bolchevismo, algunas veces utilizaba el nombre de guerra "Natasha Bolshevikova".